# Gustav Amsinck

Gustav Amsinck (1909)

Gustav Amsinck (* 24. August 1837 in Hamburg; † 8. Juni 1909 in New York) war ein Hamburger Kaufmann und Mäzen.

## Leben

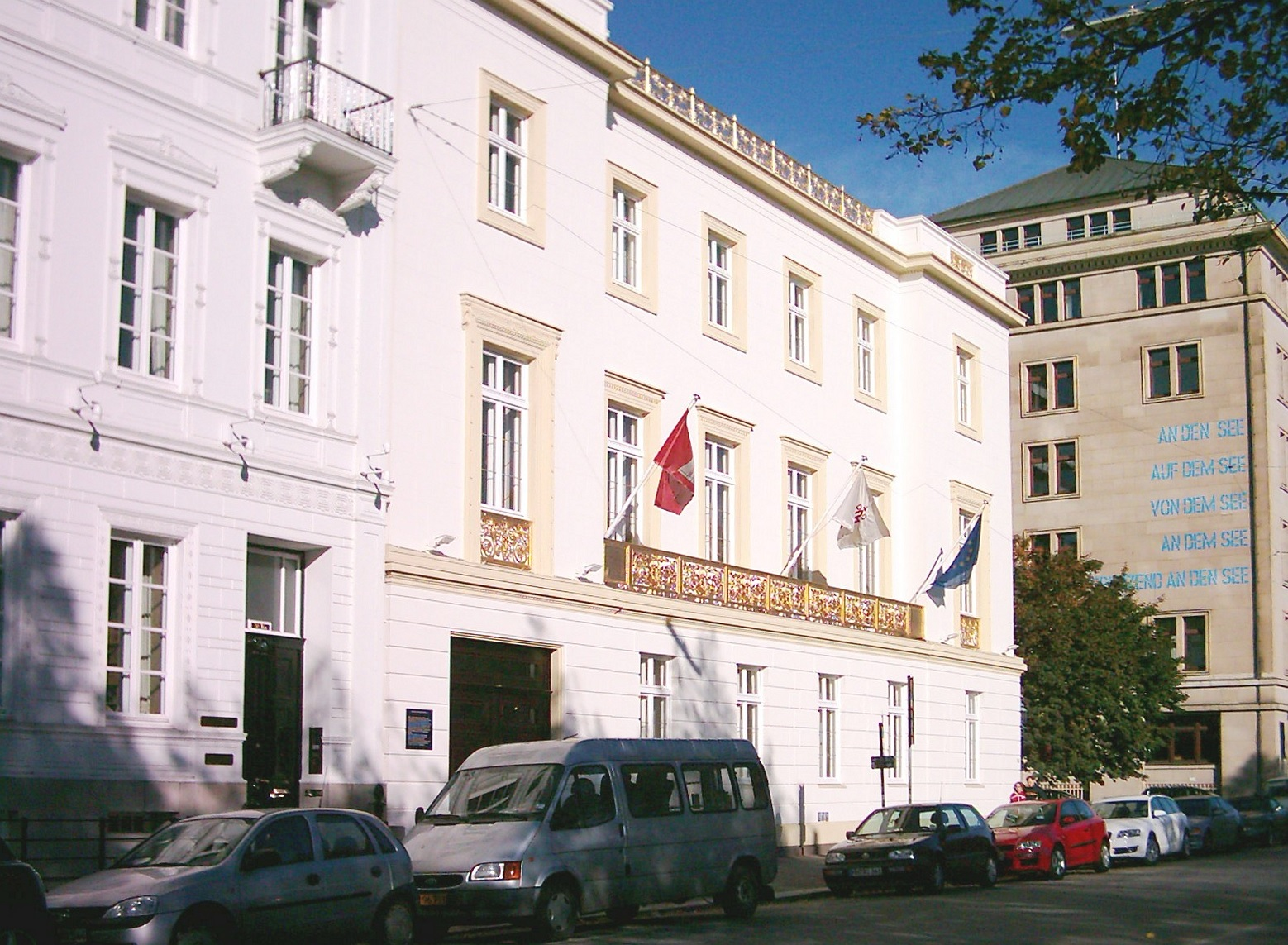
Amsinck-Palais in Hamburg

Gustav Amsinck entstammte der seit dem 16. Jahrhundert in Hamburg ansässigen Hanseaten-Familie Amsinck. Sein Vater Johannes Amsinck war Alleininhaber der Firma Johannes Schuback & Söhne, die vor allem im Handel mit Portugal und dessen Kolonien engagiert war. Nach einer kaufmännischen Lehre im väterlichen Unternehmen ging Amsinck zur weiteren Ausbildung über Portugal, Spanien, Frankreich und England schließlich nach New York, wo er 1858 in die Firma seines älteren Bruders Erdwin Amsinck eintrat. Nach dessen Rückkehr nach Hamburg führte Gustav die Firma weiter und wurde als Nachfolger seines Bruders zudem portugiesischer Generalkonsul in New York. Vom 25. November 1876 bis zum 8. Oktober 1878 war er als Übergangs-Geschäftsträger der portugiesischen Botschaft in Washington offizieller Vertreter Portugals in den USA.
Als Freund der Künste und Wissenschaften förderte Amsinck das New Yorker Museum of Modern Art und gehörte 1907 zu den Mitbegründern der Hamburgischen Wissenschaftlichen Stiftung.
Für seine Aufenthalte in Hamburg kaufte Amsinck eine Villa am Neuen Jungfernstieg, die 1831–33 von Franz Gustav Forsmann für den Bankier Gottlieb Jenisch erbaut worden war. Heute dient das denkmalgeschützte „Amsinck-Palais“ als Domizil des Übersee-Clubs. 